# 심해에서 온 괴물
《심해에서 온 괴물》(영어: The Beast From 20,000 Fathoms)은 1953년 개봉한 미국의 독립 괴수 영화이다. 외젠 루리에 감독이 연출했고, 폴 크리스천, 폴라 레이먼드, 세실 켈러웨이, 케네스 토비가 출연했으며, 레이 해리하우전이 스톱 모션 애니메이션 담당으로 참여했다. 레이 브래드버리의 단편 소설 〈안개 고동〉(The Fog Horn)을 바탕으로 하고 있다.
괴수 영화의 여명기 작품 중 하나로, 영화 《고지라》(1954)에 영향을 준 것으로 알려져 있다.

## 줄거리
북극권 한계선에서 '실험 작전(Operation Experiment)'으로 이름 지어진 일련의 핵폭탄 실험이 이루어진다. 작전에 참여한 물리학자 톰 네즈빗은 '이 실험의 결과는 오직 시간만이 말해줄 것'이라며 기대감을 내비친다. 작전 성공 다음 날 동료 리치와 함께 현장 조사에 나선 톰은 그 여파로 가사 상태였던 거대한 공룡이 깨어나 빙하 사이에서 해동하는 것을 목격한다. 공룡은 빙하를 무너뜨리고, 톰은 리치를 잃고 홀로 간신히 살아 정신을 잃은 채 이송된다.
깨어난 톰은 자신이 목격한 것을 군에 보고하지만, 친구인 에번스 대령을 비롯한 모두가 망상 장애로 치부하고 들어주지 않는다. 그 사이 공룡은 남하하면서 그랜드뱅크스에서 어업 중이던 쌍돛범선을 가라앉히고, 캐나다 매니토바주 마켓에서 또 다른 배를 침몰시키고, 메인주에서 등대를 무너뜨린다. 소식을 알게 된 톰은 저명한 고생물학자 서굿 엘슨 교수와 조수 리 헌터를 찾아가 도움을 요청한다. 엘슨 교수는 증거가 없다는 이유로 톰을 돌려보내지만 리가 톰의 이야기에 관심을 보인다. 리는 톰에게 공룡을 묘사한 그림 자료를 보여주며 톰이 목격한 공룡을 확인하고, 침몰한 배에 타고 있던 선원 보먼의 증언도 확보한다. 보먼은 자신이 본 괴수가 톰이 본 공룡과 같았다고 확인해준다. 엘슨 교수는 그 공룡이 수백만 년 전에 살았던 60 m 길이의 레도사우루스(Rhedosaurus)라는 것을 알려준다.  
엘슨 교수가 톰의 주장에 가세하자 마침내 군도 움직이기 시작한다. 엘슨 교수는 레도사우루스가 움직인 경로를 바탕으로 레도사우루스가 허드슨강에 다다를 것으로 예측한다. 해안 경비대의 지원을 받아 엘슨 교수는 잠수종을 타고 화석이 제일 먼저 발견된 고대 발상지인 강 밑의 해저 협곡으로 내려간다. 과연 예상대로 심해에서 레도사우루스가 나타나지만 엘슨 교수는 간발의 차로 그만 레도사우루스에게 삼켜지고 만다.
레도사우루스는 이윽고 맨해튼에 상륙하여 난동을 피워 수백 명이 사망하고, 수천 명이 부상하며, 건물 피해 등으로 수억 달러의 손실이 발생한다. 에번스 대령이 이끄는 군대가 전기가 흐르는 방어벽을 치고 바주카로 레도사우루스의 목에 구멍을 내 간신히 바다에 돌려보낸다. 그러나 레도사우루스가 흘린 피에서 선사시대 악성 감염병균이 퍼지고 또 다시 수많은 죽음이 이어진다. 이 때문에 레도사우루스의 외피에 상처를 내어 죽이는 방법이 불가능하게 되자, 톰은 저격병이 롤러코스터 레일 위에서 강력한 방사성 동위 원소가 장전된 총유탄을 목의 개방창에 쏴 레도사우루스를 내부에서부터 무너뜨리는 것을 제안한다. 레도사우루스는 곧 코니아일랜드 유원지에 다시 나타난다. 톰과 군의 저격수는 레일 꼭대기에 올라 레도사우루스의 상처에 총유탄을 명중시키는 데 성공한다. 레도사우루스는 방사능 중독으로 고통에 몸부림치다가 마침내 쓰러져 절명한다.

## 출연
- 폴 크리스천 - 톰 네즈빗 교수 역
- 폴라 레이먼드 - 리 헌터 역
- 세실 켈러웨이 - 서굿 엘슨 교수 역
- 케네스 토비 - 잭 에번스 대령 역
- 도널드 우즈 - 필 잭슨 대위 역
- 리 밴클리프 - 스톤 상병 역
- 스티브 브로디 - 루미스 중사 역
- 로스 엘리엇 - 조지 리치 교수 역
- 잭 페닉 - 제이컵 보먼 / 조지 러메이 대위 역
- 마이클 폭스 - 응급실 의사 역
- 프랭크 퍼거슨 - 모턴 의사 역
- 킹 도너번 - 잉거솔 의사 역
- 제임스 베스트 - 찰리 역
- 머브 그리핀 - 라디오 아나운서 역 (목소리, 크레디트 미기재)

## 기타 제작진
- 미술: 외젠 루리에